# Трофим (Якобчук)
Епи́скоп Трофи́м (в миру Тимофе́й Ма́ркович Якобчу́к; 3 мая 1868, село Новые Прилуки, Бердичевский уезд, Киевская губерния — 4 ноября 1937, Петрозаводск, Карельская АССР) — епископ Русской православной церкви, епископ Ростовский, викарий Ярославской епархии.

## Биография
Родился 3 мая 1869 в селе Новые Прилуки Старо-Прилукской волости Бердичевского уезда Киевской губернии в крестьянской семье. Получил домашнее образование.
Был иеромонахом в Воскресенском монастыре (Макариевской пустыни) Новгородской епархии. Годы жизни в возрождаемом монастыре стали для иеромонаха Трофима серьёзной школой, подготовившей его к последующим церковным трудам. Он стал деятельным помощником настоятеля иеромонаха Кирилла (Васильева), который подвизался в обители со дня её возобновления.
Указом Св. Синода от 13 сентября 1913 года за № 14518 иеромонах Макариевской пустыни Новгородской епархии Трофим был назначен настоятелем Уфимского Успенского мужского монастыря. В 1915 году награждён саном игумена.
За патриотическую и благотворительную деятельность Успенского монастыря в годы войны указом Святейшего Синода от 29 июня 1917 года игумен Трофим был награждён саном архимандрита. Возведение в сан совершил епископ Андрей 20 июля 1917 года при служении в Троице-Сергиевой лавре.
Весной 1918 года монастырь был закрыт советской властью, однако после перехода губернии под власть чехословацких войск и частей Народной армии, обитель вновь открылась.
С приходом в июне 1919 года большевиков Успенская обитель была окончательно закрыта. Архимандрит Трофим служил в уфимских храмах.
17 ноября  1922 года в Златоусте хиротонисан епископом Андреем (Ухтомским) и епископом Златоустовским Николаем (Ипатовым) во епископа Бирского, викария Уфимской епархии. Будучи деятелем «Уфимской автокефалии», участвовал в пяти тайных архиерейских хиротониях. Активно боролся против обновленчества.
11 августа 1923 года Патриархом Тихоном назначен временным управляющим Оренбургской епархией. Управлял кафедрой до 13 декабря того же года.
30 октября 1923 года Патриархом Тихоном командирован в г. Царицын «для удовлетворения религиозных нужд православных людей».
С 14 декабря  1923 до 18 мая 1924 года — епископ Сызранский. В Прошении приходских советов г. Сызрани Патриарху Тихону от 6 мая 1924 года значилось: его возвращение в Сызрань «… по неоднократным и настойчивым заявлениям уполномоченного местного ОГПУ, чревато как для него печальными последствиями, так и для паствы, которая вновь останется без епископа и без всякого руководящего органа».
С 18 мая  1924 года временно управлял Ярославской епархией. Приблизительно с того же времени являлся епископом Ростовским, викарием Ярославской епархии.
С конца ноября 1924 года — на покое. Проживал в Москве.
Согласно «Списку православных епископов, подвергшихся гонениям до 1-го марта 1930 г.» в 1924—1927 годах отбывал ссылку в Хабаровске.
По данным же Михаила Губонина, епископ Трофим в 1925 году занимал Хабаровскую, затем Ижевскую, Воткинскую (в. у.), Ковровскую (в. у.) кафедры. В 1926 году — Краснодарскую и Кубанскую кафедры.
В 1926 году органами ОГПУ был «административно выслан из Москвы за религиозную деятельность» на Север. С июня 1927 года он находился в ссылке в деревне Масельская Гора Толвуйского сельсовета Заонежского района Карельской АССР.
Возможно он был одним из 72 архиереев, которые осенью 1926 года приняли участие в попытке заочного, через сбор подписей, избрания на Патриарший Престол митрополита Кирилла (Смирнова), что и стало причиной бессрочной ссылки.
Указание на то, что он в 1930—1931 годах временно управлял Благовещенской епархией недостоверно.
27 июля 1937 года — арестован. Епископа Трофима, которому в мае 1937 года исполнилось 68 лет, обвинили в руководстве повстанческой организацией, якобы созданной им и действовавшей с 1927 года.
2 ноября 1937 года Тройкой при УНКВД СССР Карельской АССР приговорён приговорен к расстрелу и конфискации личного имущества по статье 58-10, 58-11 УК РСФСР. 4 ноября 1937 года — расстрелян.
Реабилитирован 16 марта 1989 года на основании указа Президиума Верховного Совета СССР от 16 января 1989 года.